# یواس‌اس مارش (دی‌ئی-۶۹۹)
یواس‌اس مارش (دی‌ئی-۶۹۹) (به انگلیسی: USS Marsh (DE-699)) یک کشتی بود که طول آن ۳۰۶ فوت (۹۳ متر) بود. این کشتی در سال ۱۹۴۳ ساخته شد.